# Croton leptobotryus
Espèce
Croton leptobotryus est une espèce de plantes à fleurs du genre Croton et de la famille Euphorbiaceae présente au Brésil (Minas Gerais).
Il a pour synonyme :
- Oxydectes leptobotrya, (Müll.Arg.) Kuntze